# Aeroclub

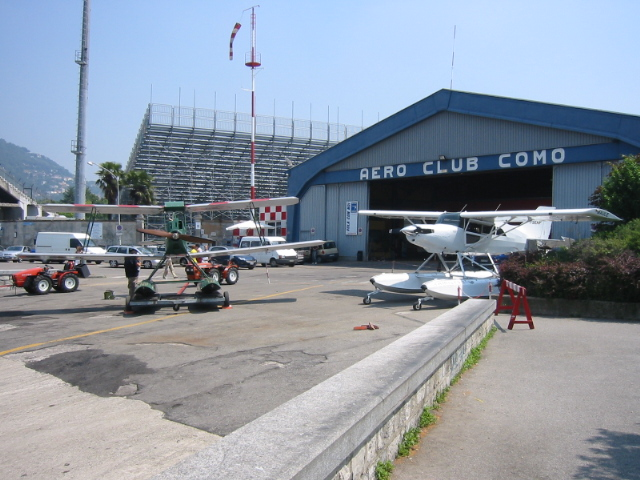
Aeroclub a Como, a la vora del llac de Como.

Un aeroclub és una associació dedicada a la pràctica i promoció de les activitats aeronàutiques. Un aeroclub pot estar situat a la vora d'una pista d'aterratge o aeròdrom. De vegades la pista d'aterratge es comparteix amb la d'un aeroport. Els aparells de l'aeroclub poden incloure avionetes, ultralleugers o planadors. Alguns aeroclubs organitzen competicions aeronàutiques.

## Instal·lacions
Els aeroclubs ofereixen diverses instal·lacions als seus membres, la qualitat i dimensions de les quals varien segons la importància del club. Aquestes instal·lacions poden incloure hangars per guardar els avions, facilitats de proveir-se de combustible i una zona dedicada a la neteja, reparació i manteniment dels aparells. Molts aeroclubs compten amb un bar (amb restaurant o sense) dins d'un local que afavoreix les activitats socials dels membres i serveix com a lloc de reunió.

## Història
Josep Canudas i Busquets fou un dels principals propagadors de l'aviació a Catalunya. Entre els Aeroclubs més antics dels Països Catalans cal destacar:
- Reial Aeri Club de Lleida, fundat el 1911
- Aeroclub de Catalunya, fundat l'any 1909.
- L'Aero Club de Barcelona (1930) i l'Aero Club de Sabadell (1931), que es varen fusionar el 1953 donant lloc a l'Aero Club Barcelona-Sabadell (ACBS)
- Reial Aero Club de València (1931)
- Reial Aero Club de Reus, (1935)
- Aeroclub de Menorca (1939)